# Спиридонов, Иван Григорьевич
Иван Григорьевич Спиридонов (10 февраля 1930, Крестяхский наслег, Сунтарский улус, Якутская АССР — 29 марта 2003, Якутск) — советский и российский литературовед, журналист, видный партийный деятель Якутии.

## Биография
Родился в Крестяхском наслеге Сунтарского района Якутской АССР. После окончания Сунтарской средней школы в 1947 году поступил в Якутский учительский институт, затем в 1953 году окончил якутское отделение Якутского педагогического института.
В трудные послевоенные годы Иван Григорьевич совмещал учёбу с работой лаборантом кафедры, преподаванием якутского языка и литературы в Якутском педагогическом училище. В 1954—1958 гг. заместитель редактора, а затем и редактор газеты «Эдэр коммунист».
Окончил отделение журналистики Центральной комсомольской школы в г. Москве.
В декабре 1958 г. Иван Григорьевич был избран заведующим отделом пропаганды и агитации Якутского горкома КПСС. В 1964 г. после успешного окончания Академии общественных наук при ЦК КПСС стал руководителем лекторской группы областного комитета партии. С 1966 г. почти 10 лет работал секретарём Якутского городского комитета партии, курировал идеологическую работу, одновременно занимаясь вопросами сельского хозяйства пригорода.
И. Г. Спиридонов внёс большой вклад в социально-экономическое развитие г. Якутска и республики, повышение идейно-воспитательной работы среди населения и творческих союзов. Он ряд лет возглавлял организационные комитеты по проведению крупных республиканских мероприятий, в течение длительного времени был председателем республиканской федерации вольной борьбы, пользовался заслуженным авторитетом среди трудящихся, интеллигенции республики. Неоднократно избирался депутатом городского Совета, членом городского, областного комитетов партии.
С 1975 по 1983 годы работал проректором Якутского государственного университета, с 1983 по 1987 годы — доцент, декан историко-филологического факультета. И. Г. Спиридонов был одним из крупных исследователей якутской литературы. С 1989 по 1998 годы работал старшим, ведущим научным сотрудником, заведующим сектором литературы и искусства Института гуманитарных исследований Академии Наук Республики Саха (Якутия).
В ноябре 1998 г. был избран председателем правления Союза писателей Якутии, членом правления, секретарём Союза писателей России.
В книгах «Зов величавой природы», «Якутская литература вчера и сегодня», «Навстречу новому веку», о поэзии Ивана Арбиты и Семёна Данилова, циклах статей о Платоне Алексеевиче Ойунском, Кюннюк Урастырове, Суорун Омоллооне, о научном и творческом наследии Г. П. Башарина Иван Григорьевич разрабатывал вопросы теории и практики становления и развития якутской литературы и её связи с русской литературой. Значителен его вклад в защиту имени и творческого наследия А. Е. Кулаковского.
В последние годы И. Г. Спиридонов на посту председателя правления Союза писателей Якутии организовал подготовку и издание трёхтомной антологии якутской литературы, приложил немало усилий для организационного укрепления и консолидации творческих коллективов союза.
В 2010 году средней школе села Крестях Указом Президента Республики Саха (Якутия) было присвоено имя И. Г. Спиридонова.

## Награды и звания
- Орден «Знак Почёта»
- Медали
- Почётные грамоты Президиума Верховного Совета ЯАССР, Правительства РС(Я)
- Грамота Президента РС(Я)
- Заслуженный работник народного хозяйства Республики Саха (Якутия)
- Лауреат Государственной премии им. П. Ойунского
- Почётный гражданин Якутска